# Лазурные берега
«Лазурные берега» — очерк Александра Куприна, опубликованный в 1913 году.

## История создания и публикации
Очерки «Лазурные берега» публиковались в газете «Речь» на протяжении всего лета 1913 года.
В апреля 1912 года писатель начал своё путешествие по западному Средиземноморью, посетив, среди прочего, австрийскую Вену, французские города Ниццу и Марсель (там он стал свидетелем торжеств, приуроченных ко Дню взятия Бастилии), остров Корсику, итальянские города Геную, Ливорно и Венецию. Куприн также хотел навестить писателя Максима Горького на итальянском острове Капри, но не сумел этого сделать из-за забастовки итальянских моряков. 
Работать над очерком Куприн начал в мае в Ницце, а закончил в ноябре, будучи уже в Гельсингфорсе (современный Хельсинки), куда временно приехал из Гатчины. Он остался недовольным Ниццей, которая казалась ему искусственной и не отображающей прелести европейской культуры. Куприн чурался развлекающейся там знати, заводя знакомства с местными рабочими, рыбаками, педагогами и врачами, также посещая местные политические собрания. Марсель же наоборот писателю очень понравился, так он показался ему во много раз спокойнее Ниццы. Здесь он также предпочитал проводить время среди простого люда: в порту или в полях среди крестьян. Именно пребыванию в этих двух городах или их окрестностях и посвящена большая часть «Лазурных берегов».

## Сюжет
В первой главе автор даёт наставления, которые не встретишь ни в одном «бедекере» (путеводителе) и не лишённые доли юмора. Во второй главе он рассказывает о пересечении границы Европы с Россией, при чём туда и обратно. Он даёт характеристику для австрийской и русской таможни:
На обратном пути, именно в русской таможне, в той же Границе, которая отстоит от Варшавы на целую ночь пути, вам сразу дают понять, что началось любезное нашему сердцу отечество. Мало есть на свете более печальных зрелищ, чем это огромное, грязное, полутёмное, заплёванное зало таможни, похожее одновременно и на сарай и на каземат. Эта усталая, замученная, ночная, невыспавшаяся публика, загнанная сторожами, точно стадо, за перегородку, эти ворохи подушек, одеял, грязного белья, домашнего скарба, лежащие на деревянных засаленных прилавках, эти развёрстые пасти чемоданов, из которых вывалилось наружу разное тряпьё, эти грубые, грязные, запущенного вида солдаты, насквозь пропитанные запахом водки и махорки, эти откормленные, равнодушные чиновники, которые прогуливаются тут же, ничего не делая, заложив ручки в брючки, и попыхивают папиросками — люди, не говорящие, когда вы их о чём-нибудь спрашиваете, а лающие
Далее по главам следуют впечатления Куприна от посещения следующих мест (или проезда через них): Вены, перевала через Альпы, Ниццы, Монте-Карло, Симье, Фрежюса (глава посвящена посещению постановки оперы «Кармен» Бизе под открытым небом), Генуи (там-то он и пострадал от забастовки моряков, не сумев посетить Горького на Капри), Виареджо, Бастии, Марселя, Венеции.

## Критика
«Лазурные берега» встретили смешанные отзывы у критиков и публики. Неподписавшийся рецензент из журнала «Златоцвет» ставил в заслугу автора то, что он, в отличие от большинства русских путешественников, посещавших эти края, обратил пристальное внимание на простой народ, живописными штрихами описав представителей этой части южнофранцузского и итальянского обществ.
С другой стороны, поэт Владислав Ходасевич критиковал Куприна за то, что тот пренебрёг великими произведениями европейского искусства, встречавшимися ему на пути:
В его путешествиях всё какие-то кабаки, боксёры, сутенёры, лавочники, извозчики, крупье
В. Н. Афанасьев в своём критико-биографическом очерке о Куприне писал, что все очерки о Франции, относящиеся к последнему периоду творчества писателя сильно отличаются от настроений, характерных для «Лазурных берегов». Если в них он проявляет живой интерес ко всему необычному для себя, то впоследствии характерным для подобных заметок становится чувство печали, вызванное невозможностью вернуться на родину. Кроме того, Афанасьев отмечал, что несмотря на то, что Куприн не восхищается западноевропейской культурой и образом жизни, он не в большем восторге находится и от российских порядков и манер, которым в очерках также досталось немало критики.